# 弗朗西斯科·科德罗
弗朗西斯科·哈维尔·科德罗（Francisco Javier Cordero，1975年5月11日—）出生于多米尼加共和国圣多明各，是美国职棒大联盟休士頓太空人的救援投手。他常被称为“CoCo”，这是由他的名字最后两个字母和姓的前两个字母组成的。
科德罗是一个速球型投手，快速球可达到95英里/小时以上，他的滑球也十分出色，能够帮助他快速地抢到好球数。

## 棒球生涯

### 德州游骑兵
1999年赛季结束后科德罗在一个多人交易中从底特律老虎来到了德州游骑兵。2000年是他在大联盟的第一个完整赛季。作为游骑兵的中继投手，科德罗出场56次，在77.1局的投球中投出49次三振，防御率为5.35。
2001年科德罗因背部应力性骨折错过了赛季绝大部分的比赛。重返赛场后的他表现日益出色，2004年正式成为球队的终结者，并入选了当年的全明星赛。但他在当年季末的几场重要比赛中救援失败，导致球队无缘季後赛。
2006年4月，在他破球队纪录的5次救援失败之后，科德罗把终结者的位置让位给大塚晶則。随后在当年的交易截止日之前被交易到密尔瓦基酿酒人。

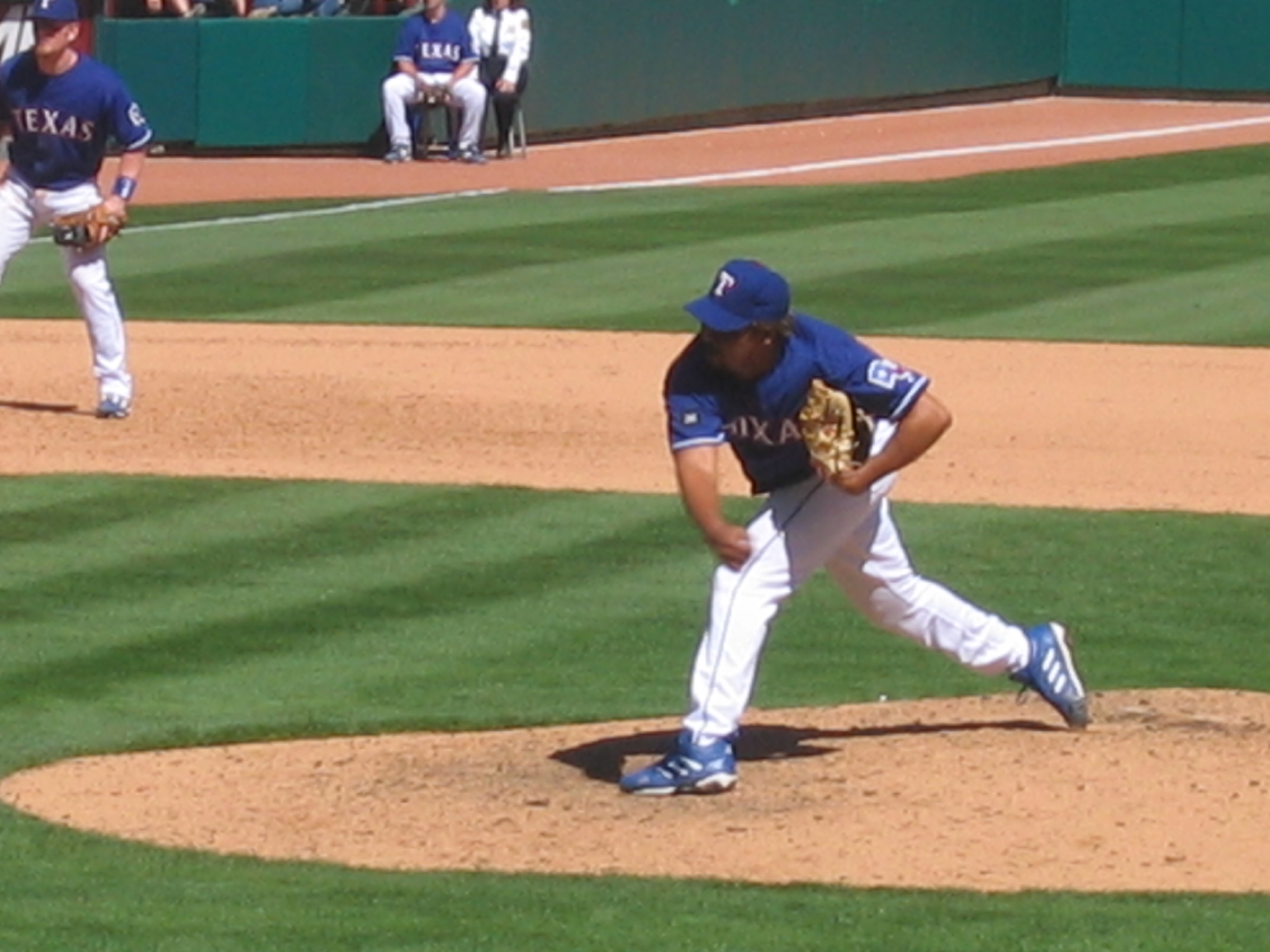
2005年为游骑兵效力的科德罗

科德罗在游骑兵队期间一共有117次救援成功，排名队史第三位。

### 密尔瓦基酿酒人

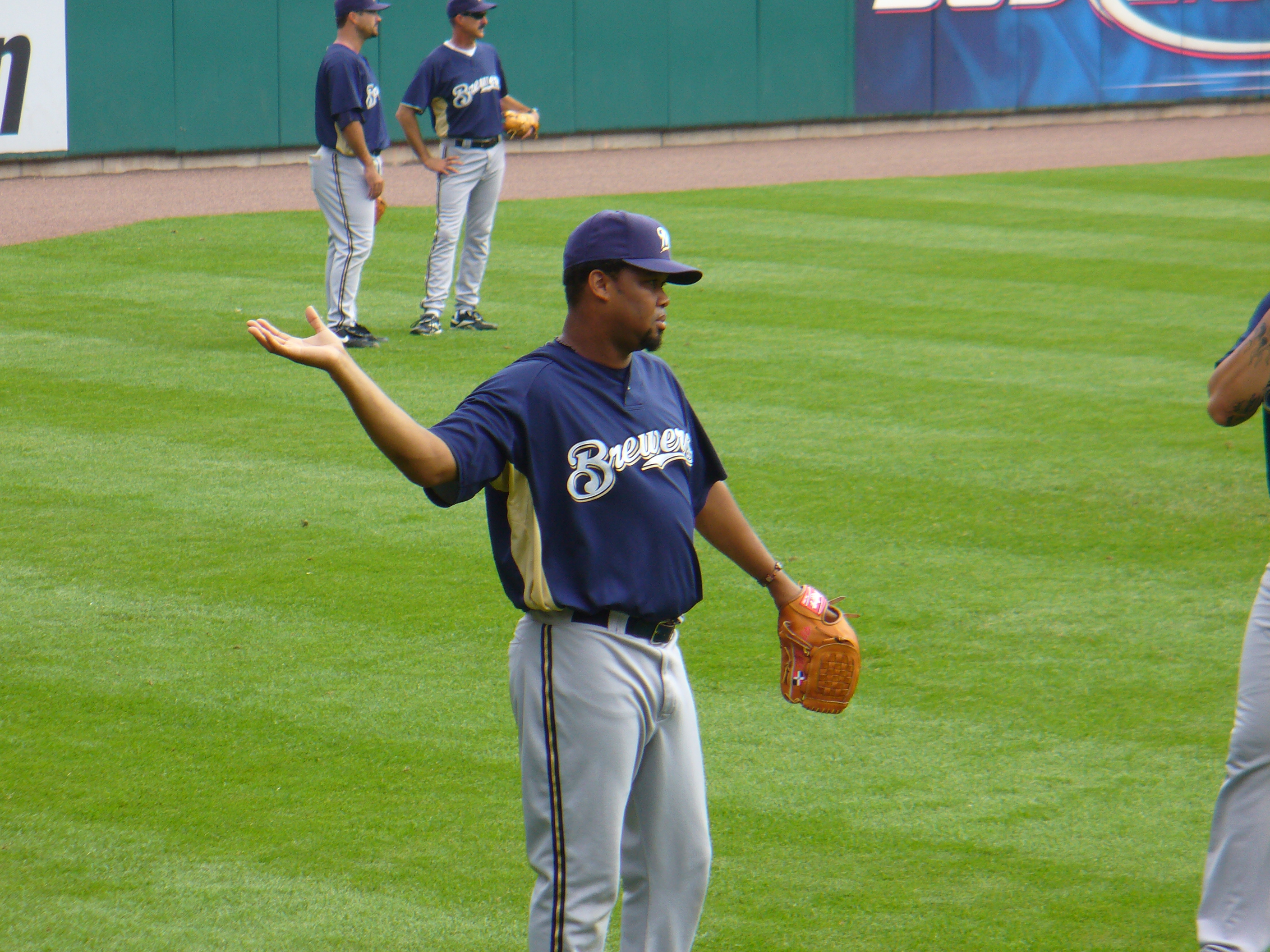
2007年效力于密尔瓦基酿酒人队的科德罗

来到了酿酒人之后，科德罗恢复了状态，在28场比赛中他拿下了16次救援成功，并有30次三振，防御率仅为1.69。他也因此被选为酿酒人年度最佳投手。
2007年科德罗继续担任酿酒人队的终结者。他在4月表现出色，被评为DHL单月救援王。他前22次全部救援成功，直到6月9日才出现第一次救援失败。他也参加了在旧金山巨人主场AT&T球场举行的全明星赛。

### 辛辛那提红人
2007年赛季结束后科德罗选择跳出合同，成为自由球员。最终他和辛辛那提红人签下了4年4600万美元的合约，这是红人队历史上为中继投手签下的最贵合约。
2008年起科德罗担任红人队的终结者。8月14日在对匹兹堡海盗的比赛中他拿到生涯第200次救援成功，成为大联盟历史上第36位达到200次救援成功的球员。这个赛季他拿到34次救援成功。
2009年科德罗继续着优异的表现。他入选了当年的全明星赛。这个赛季他拿到39次救援成功，排名国联第二位，这也是他第五个赛季拿到30次以上的救援成功。

### 多倫多藍鳥
2012年2月1日，科德羅和多倫多藍鳥簽下1年450萬美金的合約，在藍鳥主要的任務是作為佈局投手。